# Hurlus (Marne)

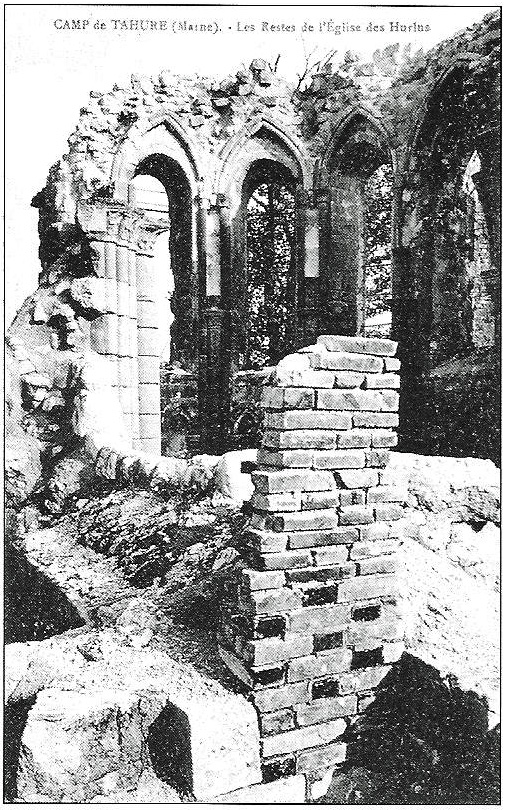
Ruïnes van de kerk

Hurlus was een dorp gelegen in het noordwesten van het departement van de Marne (in de regio Grand Est) in Frankrijk.
Het werd tijdens de Eerste Wereldoorlog volledig vernield en na 1918 niet meer heropgebouwd. Thans is het een onderdeel van het militaire Camp de Suippes. Enkel de ruïnes van de kerk en wat graven van het kerkhof zijn heden nog zichtbaar. Hurlus ligt tussen Reims en Verdun, een streek die het gedurende de Groote Oorlog zwaar te verduren kreeg. In 1911 telde het dorp 88 inwoners en was 882 hectare groot. De kerk was toegewijd aan de heilige Remigius van Reims en dateerde uit de 13e eeuw.
De gronden zelf werden toegevoegd aan de gemeente Wargemoulin en kreeg de naam Wargemoulin-Hurlus.